# Woodkid

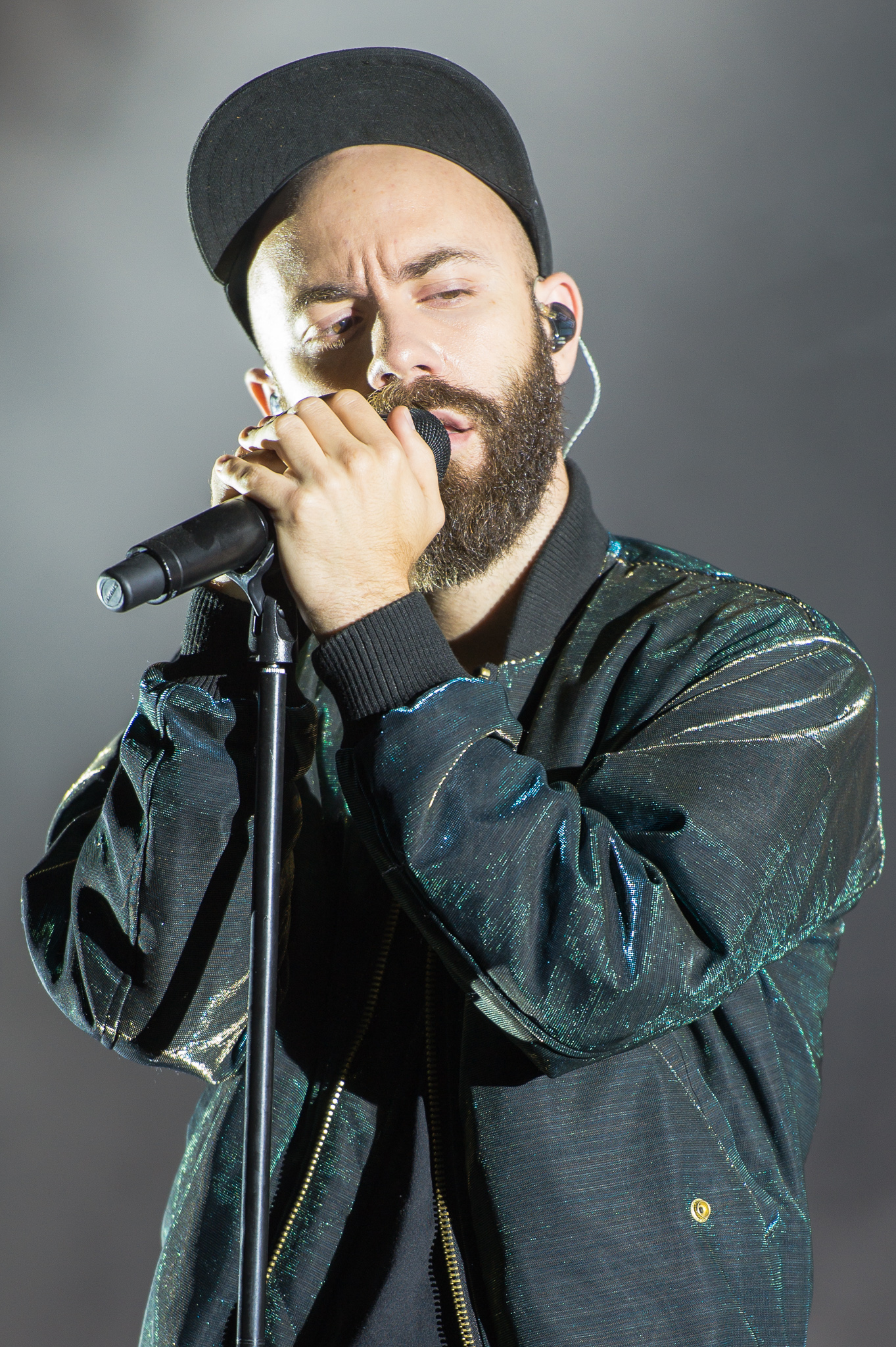
Woodkid, Rock im Park 2014

Woodkid is de artiestennaam van Yoann Lemoine (16 maart 1983, Lyon), een Franse zanger, videoclipregisseur en grafisch ontwerper. Hij regisseerde videoclips voor onder anderen Pharrell Williams, Katy Perry, Taylor Swift en Lana Del Rey, alsmede voor zijn eigen nummers. In maart 2011 verscheen Iron, de eerste ep van Woodkid. Zijn debuutalbum The Golden Age kwam uit op 18 maart 2013.

## Achtergrond
Lemoine studeerde illustratie en animatie aan de Emile Cohl-school. Na het behalen van zijn diploma vertrok hij naar Londen, waar hij een cursus volgde om het zeefdrukproces te leren. In 2004 verhuisde Lemoine naar Parijs, waar hij korte tijd werkte bij de animatiestudio H5. Hij sloot zich daarna aan bij het team van Luc Besson, waar hij meewerkte aan de fantasiefilm Arthur en de Minimoys. Ook regisseerde hij een serie schetsen voor de film Marie Antoinette uit 2006 van Sofia Coppola. In juni 2010 ontving Lemoine vijf Lions voor zijn AIDS-bewustwordingscampagne Graffiti op het Cannes Lions Advertising festival.

### Videoclips
In 2008 regisseerde Lemoine een videoclip voor de Franse zangeres Yelle, in 2009 gevolgd door het nummer Mistake van Moby en een videoclip voor de Franse zangeres Nolwenn Leroy. Lemoine tekende in 2010 voor de videoclip bij Teenage Dream van Katy Perry. In 2011 regisseerde hij drie clips: Back To December van Taylor Swift, Wastin Time van The Shoes en Born To Die van Lana Del Rey. Voor laatstgenoemde zangeres regisseerde hij in 2012 eveneens de clip bij Blue Jeans, net als het nummer Take Care van Drake (rapper) en Rihanna. Lemoine kreeg in 2012 de prijs voor Best Director of the Year bij de MVPA Awards in Los Angeles en sleepte zes nominaties in de wacht bij de MTV Video Music Awards.
Lemoine was creative director voor de videoclip bij het succesvolle nummer Happy van Pharrell Williams. Er werd een 24 uur durende videoclip opgenomen, waarbij het nummer elke 4 minuten opnieuw begint te spelen. De videoclip werd gelanceerd via de website 24hoursofhappy.com, onder de noemer: ""the world's first 24 hour music video". Bezoekers kunnen daar de videoclip op het tijdstip van keuze bekijken; er zijn 360 segmenten van 4 minuten.

### Werk als Woodkid
Op 28 maart 2011 verscheen het muzikale debuut van Woodkid: de ep Iron. Het nummer Iron werd onder meer gebruikt in trailers voor het videospel Assassin's Creed: Revelations, de film Hitchcock en de tv-serie Teen Wolf. In oktober 2011 bracht hij Iron live ten gehore in New York, samen met zangeres Lana Del Rey.
De single Run Boy Run verscheen op 21 mei 2012. De videoclip, die Lemoine zelf had geregisseerd, leverde hem in 2013 een nominatie bij de Grammy Awards op. In december 2012 werd de verschijning van het debuutalbum The Golden Age aangekondigd. In de aanloop naar dit album verscheen op 9 februari 2013 een derde single: I Love You.
Het album The Golden Age kwam uit op 18 maart 2013. Het bereikte nummer 2 in Frankrijk, 4 in Zwitserland en 8 in Duitsland. In Nederland verbleef het album (tot dusver) drie weken in de album Top 100, met nummer 23 als hoogste positie. Op 6 september werd het nummer Ghost Lights geplaatst op het officiële YouTube-kanaal van Woodkid, maar dit nummer verscheen uiteindelijk niet op single. Wel verscheen er op 10 juli 2014 nog een videoclip bij de titeltrack van het album: The Golden Age. Hierin is een speciaal aangepaste uitvoering van het nummer Embers van componist Max Richter opgenomen.
Woodkid heeft ook remixes verzorgd voor Thomas Azier en Pharrell Williams (Happy - Woodkid Sad remix).

## Discografie

### Albums
- The Golden Age (2013)
- Desierto (2016)
- S16 (2020)
- Woodkid for death standing 2: On the beach (2025)

### Ep's
- Iron (2011)
- Run Boy Run (2012)
- I Love You (2013)

### Singles
- Volcano (2015)
- Ellis (2016)
- Goliath (2020)
- Pale Yellow (2020)
- Horizons Into Battlegrounds (2020)
- Prologue (2021)
- Iron 2021 (2021)
- To the Wilder (2025)